# Wife and Auto Trouble
Wife and Auto Trouble er en amerikansk stumfilm fra 1916 af Dell Henderson.

## Medvirkende
- William Collier Sr.
- Blanche Payson
- Joseph Belmont
- Alice Davenport
- Mae Busch